# Tulasnella albida
Tulasnella albida är en svampart som beskrevs av Bourdot & Galzin 1928. Tulasnella albida ingår i släktet Tulasnella och familjen Tulasnellaceae.   Inga underarter finns listade i Catalogue of Life.